# 山口弘美
山口 弘美（やまぐち ひろみ、1971年4月7日 - ）は、日本の元アイドル歌手、女優。

## 来歴・人物
千葉県出身。父・兄ともに警察官の警察一家で育つ。幼少期にピンク・レディーを見て歌手に憧れる。中学生の頃に『夕やけニャンニャン』が始まり、おニャン子クラブを見て歌手への憧れを強く抱く。17歳の時に応募した劇団のオーディションをきっかけに、所属事務所の社長からスカウトされる。
1989年10月18日、ハミングバードより「つよがり」でアイドル歌手デビュー。キャッチコピーは「うつむくクセは、なおさない。」 同期アイドルは中山忍、河田純子、田村英里子、島崎和歌子、田山真美子など。
1990年、日本テレビ系連続ドラマ『いけない女子高物語』に女子高の学級委員長役で出演。
1991年、TBS系連続ドラマ『デパート!夏物語』出演。また自身が出演したコニカのレンズ付きフィルム『撮りっきりコニカ』のCMがヒットして注目される。他に寿司チェーン、化粧品、清酒等のCMにも出演した。同年、TBS系『鎌倉恋愛委員会』、『MOGITATE!バナナ大使』マンスリーアシスタントとして出演。
1992年、日本テレビ系連続ドラマ『まったナシ!』(主演：斉藤由貴)出演。同年、読売ジャイアンツのテーマソング「私の彼はジャイアンツファン」(作詞：秋元康・作曲：後藤次利)リリース。同曲の動画は2000年代後半以降の日本の電子掲示板においてリックロールとして用いられた。
1997年、芸名を「山口美樹」（やまぐち みき）に改め、写真集「feminine」にてセミヌードを披露する。後に芸名を元の山口弘美に戻し、2002年発売の写真集「僕の愛した山口弘美」でもセミヌードを披露する。
2006年11月に結婚。2012年4月に20年ぶりとなるライブイベントを開催後、2013年5月に42歳で長女を出産した。

## ディスコグラフィ
- 全てハミングバードからリリース。最高順位はオリコンによる。

### シングル
| # | 発売日          | 曲順 | タイトル                   | 作詞         | 作曲         | 編曲     | 最高順位 | 規格品番  |
| - | --------------- | ---- | -------------------------- | ------------ | ------------ | -------- | -------- | --------- |
| 1 | 1989年 10月18日 | 01   | つよがり                   | 森浩美       | 井上ヨシマサ | 井上日徳 | 39       | 10HD-46   |
| 1 | 1989年 10月18日 | 02   | 彼でよかった               | 麻生圭子     | 多々納好夫   | 西平彰   | 39       | 10HD-46   |
| 2 | 1990年 2月28日  | 01   | 愛しかたを教えて           | 及川眠子     | 多々納好夫   | 井上日徳 | 75       | 10HD-48   |
| 2 | 1990年 2月28日  | 02   | ショック!                  | 及川眠子     | 都志見隆     | 井上日徳 | 75       | 10HD-48   |
| 3 | 1990年 6月13日  | 01   | ひとつになれなかったね     | 田久保真見   | 多々納好夫   | 新川博   | 67       | HBDL-2039 |
| 3 | 1990年 6月13日  | 02   | 空色の悲しみ               | 三浦徳子     | 山崎稔       | 新川博   | 67       | HBDL-2039 |
| 4 | 1990年 11月14日 | 01   | 夢盗人                     | 多夢星人     | 都志見隆     | 船山基紀 | -        | HBDL-2056 |
| 4 | 1990年 11月14日 | 02   | 弱点                       | 多夢星人     | 馬飼野康二   | 田代修二 | -        | HBDL-2056 |
| 5 | 1991年 5月29日  | 01   | 夢を信じて                 | 麻生圭子     | 上田知華     | 萩田光男 | -        | HBDL-2064 |
| 5 | 1991年 5月29日  | 02   | 蜃気楼                     | うづきせつこ | 馬飼野康二   | 中村哲   | -        | HBDL-2064 |
| 6 | 1992年 5月21日  | 01   | 私の彼はジャイアンツファン | 秋元康       | 後藤次利     | 後藤次利 | -        | HBDL-1006 |
| 6 | 1992年 5月21日  | 02   | 微笑のリバイバル           | 秋元康       | 後藤次利     | 西平彰   | -        | HBDL-1006 |

### タイアップ曲
| 年     | 楽曲                       | タイアップ                           |
| ------ | -------------------------- | ------------------------------------ |
| 1990年 | ひとつになれなかったね     | OVA「ヤンキー烈風隊3」主題歌         |
| 1991年 | 夢を信じて                 | 日本テレビ系「うるとら7:00」OPテーマ |
| 1992年 | 私の彼はジャイアンツファン | 読売巨人軍公認イメージソング         |

## 出演番組

### テレビドラマ
- いけない女子高物語（小山美雪役レギュラー）
- デパート!夏物語
- まったナシ!

### ラジオ
- 山口弘美 つよがりセンチメント （シンセン☆キラキラナイト金曜日、1989年10月 - 1990年3月　秋田放送、山口放送、高知放送）
- FMヤングスタジオ（JFNラジオ、1989年10月-1990年3月）

水曜日レギュラーパーソナリティとして出演

## CM
- コニカ「撮りっきりコニカ・ナイスショット」
- 旭化成「富久娘」
- 第一生命
- 小僧寿し
- 花王「ソフィーナ」
- 中部テレメッセージ

## 映画・Vシネマ
- 座頭女子高生ナミ（オリジナルビデオ、ロコモーション製作、バンダイビジュアル販売、宗実隆夫監督、1991年） - 主演・ナミ役
- 女殺油地獄（松竹配給、五社英雄監督、1992年） - 河内屋おかち役
- 最後の笑顔（木野吉晴監督、2007年） - 白鳥紗弥加役 東京ネットムービーフェスティバル2007（第20回東京国際映画祭協賛企画）出品作品、姫路お城まつりショートフィルムフェスティバルグランプリ

## 写真集
- feminine(1997年、ぶんか社)　撮影:藪下修
- 僕の愛した山口弘美(2002年、メディア・クライス)　撮影:眞継敏明